# 安哥拉国徽
安哥拉國徽呈圓形。圓周右方為齒輪，左方為咖啡、棉花、玉米的枝條。上方有五角星，中為大砍刀和鋤頭，下有初升的太陽，以及翻开的書本。最下方的飾帶上以葡萄牙語标示国名：安哥拉共和国。
根据《安哥拉共和国宪法》第65条所述，国徽上咖啡、棉花、玉米图案象征以农业为主的安哥拉经济，砍刀锄头代表安哥拉工人与农民的联合，书本寓意安哥拉工农与知识分子团结一致，扫除愚昧，建设文明新国家。
现行安哥拉国徽是以1975年版国徽为基础，并在1992年国号变更后予以修改的。

## 历代国徽

葡属西非（1935年5月8日-1951年6月11日）
葡属西非（1951年6月11日-1975年11月11日）
葡属西非（1935年5月8日-1975年11月11日）
安哥拉人民共和国（1975-1992）
安哥拉民主人民共和国国徽，安哥拉内战时期安盟控制的对立政府国徽。（1975-1976年和1979-2002年）